# Department für Körperkultur und Sport bei der Regierung der Republik Litauen

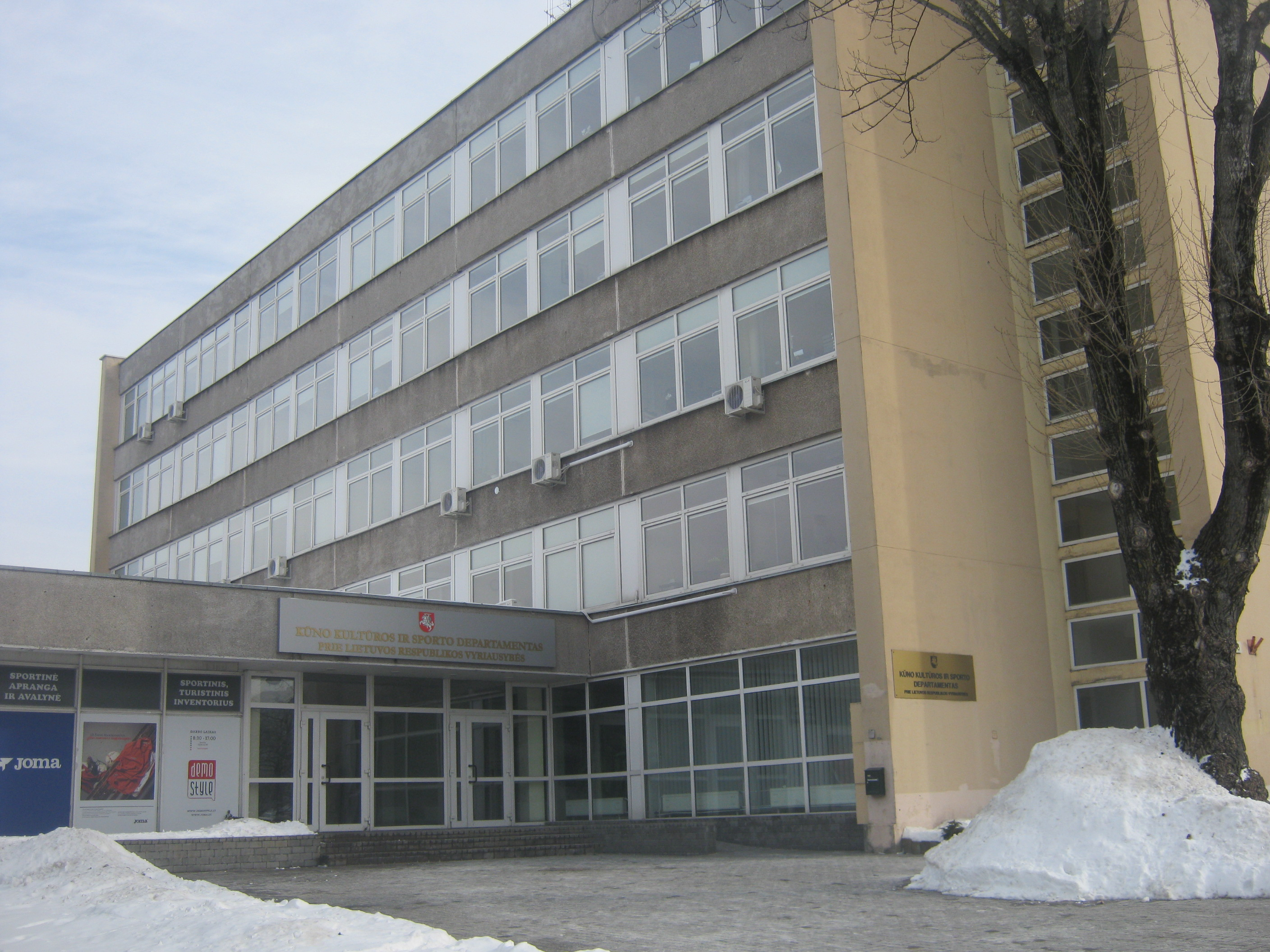
Gebäude

Das Department für Körperkultur und Sport bei der Regierung der Republik Litauen (lit. Kūno kultūros ir sporto departamentas prie Lietuvos Respublikos Vyriausybės, Abk. KKSD prie LRV) war die oberste Behörde zuständig für Sportpolitik und Sportwesen in Litauen. 
Die Behörde hatte den Rang eines Departements unter Aufsicht der Regierung Litauens. Das Departement wurde an Stelle des bisherigen Komitees für Körperkultur und Sport (Kūno kultūros ir sporto komitetas) in Sowjetlitauen im April 1990 eingerichtet und am 1. Oktober 2019 aufgelöst. Jetzt gibt es die Sportgruppe am Ministerium für Bildung, Wissenschaft und Sport der Republik Litauen.

## Leitung
- 1990–1993: Algirdas Raslanas
- 1993–1996: Vytas Nėnius
- 1997 bis 2001 Rimas Kurtinaitis (* 1960), Basketball-Trainer und ehemaliger Basketball-Spieler
- 2005–2009: Algirdas Raslanas
- 2009–2014: Klemensas Rimšelis
- 2014–2018: Edis Urbanavičius
- 2019:  Vytautas Vainys